# La Nouvelle Vie de Paul Sneijder
Pour les articles homonymes, voir Sneijder.
Pour plus de détails, voir Fiche technique et Distribution.
La Nouvelle Vie de Paul Sneijder est une comédie dramatique franco-québécoise réalisée par Thomas Vincent, sortie en 2016.
C'est une adaptation du roman Le Cas Sneijder écrit par Jean-Paul Dubois.

## Synopsis
Seul survivant d'un accident d'ascenseur dans lequel a péri sa fille Marie issue d'un premier lit, Paul Sneijder, cadre supérieur quinquagénaire en poste à Montréal, s'interroge sur sa vie. Il se reproche d'avoir consacré si peu de temps à sa fille, éloignée du domicile familial par Anna, sa seconde femme.
Canne à la main, les séquelles de son accident sont encore visibles, mais ce dernier, dont il n'a aucun souvenir, l'empêche encore d’entrer dans un ascenseur. Il a besoin de réfléchir et comme on lui conseille de marcher, quoi de mieux que de promener des chiens ?
Il fait ainsi la connaissance de Benoît Charistéas, un brave type qui tient "Dogdogwalk", une petite entreprise de promeneurs de chiens. Au départ dubitatif sur les capacités de Paul à encadrer des chiens, Benoît, fou des nombres premiers, le recrute quand il s'aperçoit que celui-ci a, lui aussi, des connaissances en la matière.
Cette nouvelle activité fait honte à sa femme Anna pour qui il faut maintenant que Paul tourne la page le plus vite possible et s'attelle sans plus tarder à traîner l'ascensoriste en justice pour tirer un maximum d'argent de cette affaire. Matérialiste et carriériste, Anna, qui n'a jamais toléré Marie à la maison, ne songe qu'à l'avenir de ses deux fils, qui sont tous deux le portrait craché de leur mère, et pour qui ce pactole inattendu constitue une véritable aubaine en leur permettant de poursuivre leurs études dans l'une des meilleures universités des États-Unis.
Elle pousse ainsi Paul chez maître Cudmore, un avocat retors qui lui fait miroiter des dommages et intérêts énormes. Mais la rapacité manifeste de l'homme indispose Paul et le courant ne passe pas entre les deux hommes.
Un homme le hèle un jour sur le trottoir, c'est maître Wagner Leblond, l'avocat de la partie adverse, lui particulièrement humain, venu lui proposer un arrangement. Neutre et objectif, quand il constate que Paul a peu envie de se lancer dans une procédure, il lui conseille de veiller néanmoins à défendre ses intérêts. Les deux hommes sympathisent car Paul éprouve instinctivement respect et confiance pour ce professionnel plein de tact, à l'inverse de l'avocat conseillé par sa femme.
Au début hésitant, Paul, écœuré par l'égoïsme sordide de sa femme, se forge peu à peu une détermination : il ne portera pas plainte, ne serait-ce que pour que ses fils ne doivent pas leur réussite à la mort de leur demi-sœur. Sa détermination est renforcée lorsqu'il découvre fortuitement que sa femme a un amant.
Pour vaincre son ascensumophobie, Paul décide par ailleurs de partir à Dubaï pour monter au sommet du Burj khalifa, la plus haute tour du monde. Mais son projet ne peut aboutir car sa femme a fait bloquer sa carte bancaire.
Fou de colère, il rentre chez lui pour avoir une explication. Là, il découvre qu'Anna, considérant que Paul perd la raison, a décidé de faire appel à un psychiatre. Paul perd ses nerfs, veut prendre ses affaires et quitter immédiatement le domicile conjugal. Mais la porte est fermée à clef. Il casse une fenêtre pour s'échapper mais des policiers le retrouvent et il se retrouve enfermé à l'asile.
Il profite d'une visite de son ami Benoît pour s'enfuir de l'hôpital. Sitôt dehors, il demande à maître Wagner Leblond de l'aider à sortir de là.
La fin du film le montre, réussissant à dominer son appréhension, entrer dans un ascenseur du Burg Kalifa et, une fois au sommet, parcourir des yeux l'horizon. Une nouvelle vie s’offre à lui.

## Fiche technique
Sauf indication contraire, les informations mentionnées dans cette section peuvent être confirmées par les bases de données cinématographiques IMDb et Allociné,  présentes dans la section « Liens externes ».
- Titre : La Nouvelle Vie de Paul Sneijder
- Réalisation : Thomas Vincent
- Scénario : Thomas Vincent et Yaël Cojot-Goldberg, d'après le roman Le Cas Sneijder de Jean-Paul Dubois
- Musique : Philippe Deshaies, Lionel Flairs, Benoît Rault, Antoine Bedard, Jeanne Trellu et le groupe canadien Timber Timbre
- Direction artistique : Mario Hervieux
- Costumes : Ginette Magny
- Photographie : Ronald Plante
- Son : Arnaud Derimay, Benoît Hillebrant, Olivier Dô Hùu
- Montage : Mike Fromentin
- Production : Pierre Forette et Thierry Wong
  - Coproduction : André Rouleau et Valérie d'Auteuil
- Sociétés de production : Cine Nomine, Caramel Films, SND Films et Jouror Films
- Sociétés de distribution : SND, Les Films Christal, Les Films Séville
- Pays de production :  France et  Canada
- Langue originale : français
- Format : couleur
- Genre : comédie dramatique
- Durée : 114 minutes
- Dates de sortie :
  -  France : 8 juin 2016
  -  Canada : 2 septembre 2016
- Classification :
  - Québec : Visa général[1]

## Distribution
- Thierry Lhermitte : Paul Sneijder
- Géraldine Pailhas : Anna Sneijder
- Pierre Curzi : Maître Wagner-Leblond
- Guillaume Cyr : Benoît Charistéas
- Hugo Dubé : Jean Bréguet
- Gabriel Sabourin : Maître Cudmore
- Aliocha Schneider : Hugo Sneijder
- Vassili Schneider : Nicolas Sneijder
- Alexa-Jeanne Dubé : Marie Sneijder
- Isabeau Blanche : l'hôtesse du funérarium
- Daniel Parent : Dr Laville
- Jane Wheeler : Dre Walcott
- Julie Ringuette : Aimée